# اتجار غير مشروع بالأسلحة

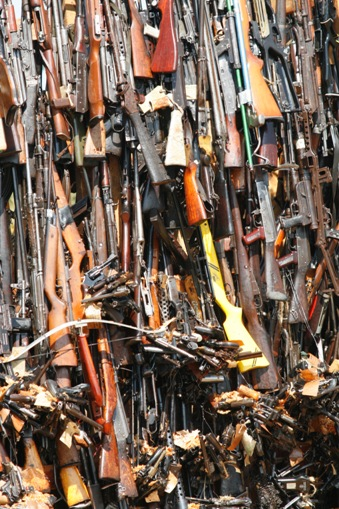
صادرت اسلحة مهربة على وشك أن تشتعل بالنيران في نيروبي، كينيا

الاتجار غير المشروع بالأسلحة، أو تجارة الأسلحة غير القانونية، هو الاتجار غير المشروع أو تهريب السلاح أو الذخيرة الممنوعة. يختلف تأثير تجارة الأسلحة اعتمادا على القوانين المحلية والوطنية.

## التأثير

### المناطق
على الرغم من أن تهريب الأسلحة يتم على نطاق واسع في مناطق الاضطرابات السياسية وعلى سبيل المثال في جنوب آسيا، تم الاتجار بما يقدر ب 63,000,000 من البنادق في الهند وباكستان.
قمع تهريب السلاح هي واحدة من المجالات ذات الاهتمام المتزايد في سياق القانون الدولي.

### السوق القيمة
من الصعب تقدير القيمة الإجمالية لسوق الأسلحة غير المشروعة. ومع ذلك، تضع التقديرات المتاحة قيمة أسواق اتجار الأسلحة بمليارات الدولارات.

## تجارة السلاح فيمصر
أسلحة مهربة منتجه في إسرائيل وروسيا وبعضه مصري مهرب عن طريق كبار رجال الدولة وخصوصا في الداخلية وفي كل دوله يلعب الكبار دور هام في تامين هذه التجارة لانها مربحة جدا. ومن الدليل على ذلك هو ما حدث في عام 2003م من دخول المدرعات والامن المركزى المصري لقريتى النخيلة ونجه عبد الرسول لانهاء فوضى المخدرات والسلاح التي بحوزة التجار وعلى راسهم عزت حنفى والذي اعدم بعد ذلك في محاكمة شغلت الراى العام ولان مصر من الدول التي تؤمن بالقوانين وبتطبيقها فلابد من ترخيص السلاح إلا أن لكل قاعده شذوذ. وقد قيل وقتها وحتى على لسان عزت حنفى ان الدولة هي التي صنعت عزت حنفى ودمرته وقد قال في محاكمته ان كل شيء كان على ما يرام إلى ان حدث شقاق بينه وبين بعض اللواءات فكان كبش الفداء، وكحصر مبدئى للاسلحة الموجودة في سوق السلاح المصري:
1. المطواة: سلاح أبيض وسعره من 40-60 جنيها
2. السنج وهي حوالي 40 جنيها
3. طبنجه فرد أو خرطوش: وسعرها حوالي500 جنيها، وهذه تعمل بطلقة واحدة وسعر الطلقة ما بين 10-15 جنيه
4. طبنجة 9 مم: ولها عدة ماركات وسعرها في حوالي9000-15000 جنيه
5. المسدسات وأسعارها مختلفه
6. البنادق الإلية وهي نوعان مشهوران 54,56 ومنها الإسرائيلي والتشيكي والروسي والصيني الصنع
7. البنادق الاليه الإسرائيليه التي تعمل بضغط الهواء عن طريق مكبس وهي من النوع الحديث وسعرها 15.000-20.000 جنيه
8. البنادق الخمسة الذاتية التعمير وتحمل خزنتها 5 طلقات ناريه ومصرح بترخيصها وسعرها 4000-6500 جنيه
9. بنادق الحداشر كان سعرها 5000-6500 جنيه
10. البنادق الخرطوش سعرها 2400-3600 جنيها
11. البنادق النصف اليه ولا يسمح بترخيصه وسعرها8.000
12. رشاش بورسعيد وهو ضعيف الإمكانيات قليل السعر
13. جارانوف وهو سلاح روسي وهو مدفع رشاش ليس له خزنه بل شريط طويل ملئ بالطلقات ويتعدى سعره40 الف جنيه

والالي الصيني 14000 جنيه
والروسي 17000 جنيه
والطلقات 9 م 7 ج-
خرطوش 7 ج الالي (7.62)10 ج مصري

## فياليمن
فالسلاح يعتبر من الرجولة، وهم مؤمنون بضرورة وجود السلاح مع كل فرد بخلاف أسلحة الجيش وتقدر الإحصائيات وان كان بها تهويل زائد ان في اليمن ما مايزيد عن 60 مليون قطعه سلاح بل من المتوفر اسلحه كالمدافع والاربى جى والقنابل.
إن هذه الاحصايات غير دقيقة لان عدد الاسلحة الموجودة في متناول الشعب بلغت حسب احصائيات منظمات اليمن حتى العام الماضي اربعون مليون قطعة أي لكل فرد قطعتين اما بالنسبة للأسعار فهي رخيصه جد بالنسبة للسعر في دول المنطقة ويبلغ السعر بالدولار بالنسبة للسلاح الشحصي المسدس الروسي175 دولار للقطعة الواحدة اما السلاح الرشاش الروسي يتراوح سعره 1000 دولار، أما بالنسبة للقنابل اليدوية فيتراوح سعرها من 10 حتى 50 دولار، وهذه الأسعار تقريبية ربما تكون اقل الأسعار.

## فيالسودان
السلاح يعود لفترة الحرب الطويلة بين مقاطعات الشمال والجنوب ولابد ان نذكر ان وراء تفشى السلاح القوى الدولية خصوصا واننا في وقت تحكم الشركات الكبرى في السياسات الدولية
أفغانستان وكولومبيا اشتهرا بالسلاح لسبب واحد الا وهو المخدرات فكلاهما مصدر لها كما أن أفغانستان بها فوضى سلاح ناتجة عن الحرب الروسية والحرب الإمريكية ووجود القاعدة.